# Saint-Cyr-les-Champagnes
Saint-Cyr-les-Champagnes is een gemeente in het Franse departement Dordogne (regio Nouvelle-Aquitaine) en telt 295 inwoners (1999). De plaats maakt deel uit van het arrondissement Nontron.

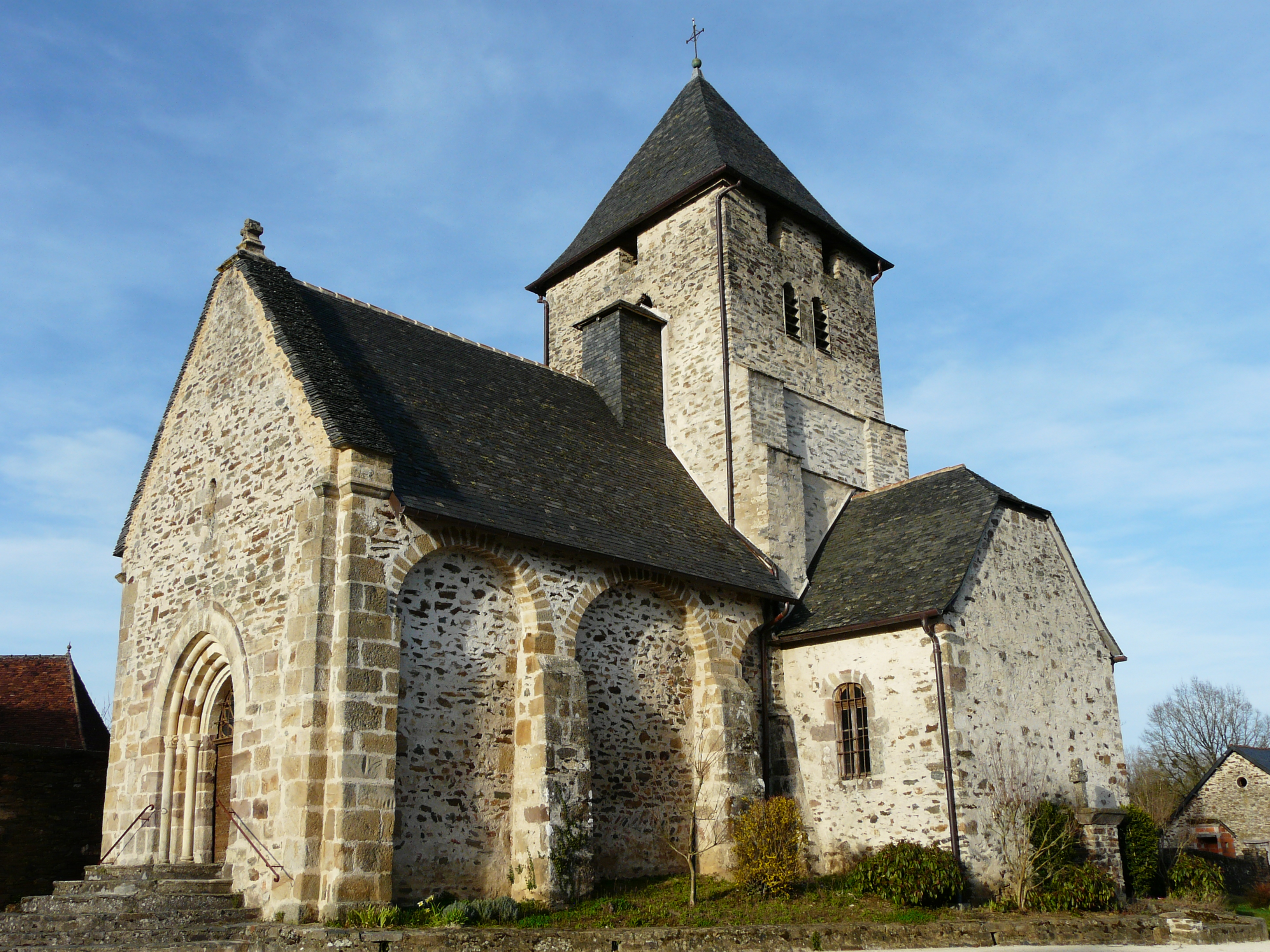
Kerk van Saint-Cyr-les-Champagnes

## Geografie
De oppervlakte van Saint-Cyr-les-Champagnes bedraagt 15,7 km², de bevolkingsdichtheid is 18,8 inwoners per km².
De onderstaande kaart toont de ligging van Saint-Cyr-les-Champagnes met de belangrijkste infrastructuur en aangrenzende gemeenten.

## Demografie
Onderstaande figuur toont het verloop van het inwonertal (bron: INSEE-tellingen).